# Alfred Hußner
Alfred Hußner (* 13. Mai 1950) ist ein ehemaliger deutscher Fußballspieler. Der Mittelfeldspieler gewann zweimal in den Runden 1971/72 und 1972/73 mit dem FC St. Pauli die Meisterschaft in der damals zweitklassigen Fußball-Regionalliga Nord. Mit 23 Treffern holte er sich 1971/72 auch die Torjägerkrone in der Regionalliga Nord. Insgesamt absolvierte er von 1968 bis 1973 in dieser Liga für die Vereine Heider SV und FC St. Pauli 162 Ligaspiele und erzielte 72 Tore.

## Karriere

### Beginn in Heide und nächste Station FC St. Pauli, bis 1973
Beim „kleinen HSV“ aus Dithmarschen, den Schwarz-Weißen des Heider SV, wandelte der Jugendspieler Alfred Hußner in den Spuren seines Vaters Richard, der auch ein bewährter Spieler der Elf vom Stadion an der Meldorfer Straße gewesen war. Sein Debüt in der damals zweitklassigen Fußball-Regionalliga Nord hatte Hußner unter Trainer Hans Pacholke – Spieler von Heide in der Oberligarunde 1956/57 – am ersten Spieltag der Saison 1968/69, am 18. August 1968, bei einem 3:3-Auswärtsremis gegen TuS Celle. Der 18-jährige Debütant spielte auf Halblinks an der Seite von Mitspielern wie Torhüter Jochen Jacobsen, den Feldspieler Peter-Reinhard Pulter, Paul Peleikis und Klaus Meincke und erzielte ein Tor. Trotz der guten Rundenleistung des Neuzuganges aus der eigenen Jugend – Alfred Hußner kam auf 32 Ligaeinsätze und erzielte acht Tore – stieg er mit seinem Heimatverein als Tabellenvorletzter in das Amateurlager ab. Herausragend war der Heider Auftritt an der Bremer Brücke gegen den überlegenen Meister VfL Osnabrück, als die Schwarz-Weißen am 5. April 1969 mit einem 1:1-Remis einen Punkt erobern konnten. Lediglich ein Tor gegen das gefürchtete VfL-Angriffstrio mit Willi Mumme, Torjäger Wolfgang Kaniber (30 Spiele – 30 Tore) und Carsten Baumann erhalten zu haben, war eine imponierende Vorstellung des Teams um die Nachwuchshoffnung Alfred Hußner. Nach dem Abstieg unterschrieb er einen Vertrag beim Tabellendritten FC St. Pauli und wechselte zur Saison 1969/70 nach Hamburg.
Das Talent aus Heide debütierte unter Trainer Erwin Türk und an der Seite von Defensivlegende Werner Pokropp am 17. August 1969, einem Auswärtsspiel beim Vizemeister der vergangenen Runde, dem VfB Lübeck, im Pflichtspielbetrieb der „Kiezkicker“ vom Heiligengeistfeld. Bei der 0:1-Niederlage bildete er zusammen mit Wolfgang Krontal, Herbert Liedtke, Reinhard Löffler und Werner Greth als Halbstürmer die Angriffsformation der St. Pauli-Elf. Der aus der Amateurmannschaft aufgerückte Horst Wohlers kam in der zweiten Halbzeit für Liedtke zu seinem Regionalligadebüt. Hußner gehörte von Beginn der Stammformation an und absolvierte alle 32 Ligaspiele, in denen er zehn Tore erzielte. Im Rennen um die Meisterschaft setzte sich erneut der VfL Osnabrück durch – St. Pauli halfen da auch nicht die zwei Erfolge gegen Osnabrück (4:1; 2:0), denn in den erfolglosen fünf letzten Spielen wurden die ersten zwei Ränge verspielt – und der VfL Wolfsburg zog als Vizemeister in die begehrte Bundesliga-Aufstiegsrunde ein. Die Braun-Weißen mussten sich mit dem vierten Rang begnügen, hatte aber bei den Neuverpflichtungen mit Hußner, Wohlers, Greth und Torhüter Udo Böhs gut für die kommenden Runden vorgesorgt.
Zur zweiten Saison von Alfred Hußner bei St. Pauli, 1970/71, verstärkte sich sein Club im Angriff mit Horst Romes. Die Defensivleistung war dann aber Garant für die Vizemeisterschaft; in 34 Rundenspielen brachten die Gegner lediglich 31 Tore im Gehäuse der Braun-Weißen unter. In den letzten sieben Rundenspielen erreichte das Team um Hußner 14:0 Punkte und zog mit einem Punkt Vorsprung gegenüber dem VfB Lübeck in die Bundesliga-Aufstiegsrunde ein. Hußner absolvierte alle acht Gruppenspiele gegen Fortuna Düsseldorf, Borussia Neunkirchen, 1. FC Nürnberg und Wacker 04 Berlin; die Millerntorelf belegte mit 8:8 Punkten aber lediglich den dritten Rang. Mit Toren konnte Hußner nicht aufwarten, er wurde von Trainer Türk als Libero und Chef der Abwehr eingesetzt.
Zur Saison 1971/72 kam vom HSV Barmbek-Uhlenhorst der vielseitig einsetzbare Rolf Höfert mit Trainer Edgar „Edu“ Preuß zu den „Kiezkickern“. Außerdem wurden noch die Angreifer Walter Dobberkau und Ulrich Schulz verpflichtet. Unter „Edu“ Preuß lief Alfred Hußner wieder im Mittelfeld auf und Horst „Fussel“ Wohlers konnte endlich als Libero seine herausragenden spielerischen Eigenschaften voll zum Nutzen der Mannschaft einbringen. Mit fünf Punkten Vorsprung vor Vize Osnabrück wurde die Meisterschaft errungen und Hußner schoss sich mit 23 Treffern an die Spitze der Torschützenliste im Norden. Die Heimbilanz von 32:2 Punkten war die Grundlage des Gewinns der Meisterschaft. In der Aufstiegsrunde kassierte der St. Pauli-Torjäger am 28. Mai 1972 beim Auftaktspiel bei Wacker 04 Berlin (1:1) in der 77. Minute die Rote Karte und fiel damit für die restlichen Spiele aus. Mit 7:9 Punkten landete St. Pauli wieder auf dem dritten Platz.
Nach nur einem Jahr wurde Trainer Preuß durch Karl-Heinz Mülhausen zur Runde 1972/73 ersetzt. Aber auch im Spielerkader wurde für reichlich Bewegung gesorgt. Neu kamen die zwei Torhüter Axel Lange und Hans Benno Larsen, als Feldspieler unterschrieben der junge Franz Gerber, Harald Münster, Werner Nickel und in der Wintertransferperiode kam auch noch Siegfried Bronnert zur Millerntor-Elf. Alfred Hußner spielte erneut eine überragende Runde im Mittelfeld und erzielte in 33 Ligaspielen 23 Tore. Die Mannschaft präsentierte sich in dieser Serie als Torfabrik (94:33), wobei Horst Wohlers und Alfred Hußner, genannt „Kopf und Fuß“, die wichtigsten Spieler waren. Die Elf dominierte eindeutig die Runde. Den Jahreswechsel 1972/73 verbrachte die Mannschaft in Südostasien, und das war für viele Spieler der Höhepunkt der Serie. In dieser gut dreiwöchigen Tour durch Thailand, Indonesien und Hongkong vom 21. Dezember 1972 bis zum 13. Januar 1973 war das erste Match gegen die Nationalmannschaft Indonesiens vor 50.000 Zuschauern in Djakarta, trotz einer 2:4-Niederlage, sicherlich ein Highlight dieser Reise.
In der Bundesliga-Aufstiegsrunde 1973 belegte St. Pauli hinter Aufsteiger Fortuna Köln den zweiten Rang. Hußner ragte als Mittelfeldspieler mit acht Toren aus einer guten Mannschaft noch heraus und führte damit auch die Torschützenliste der Aufstiegsrunde an. Horst Neumann mit fünf und Franz Gerber mit drei Toren unterstrichen die Offensivqualitäten des Meisters der Regionalliga Nord, welcher aber beide Spiele gegen Fortuna Köln verlor.
„Don Alfredo“ verließ den Verein nach einwöchigem Probetraining bei Bayern München im Sommer 1973 in Richtung KV Mechelen in Belgien. FCB-Trainer Udo Lattek hätte den blonden Mittelfeldspieler zwar gerne gehabt, aber der Verein war nicht bereit, die von Präsident Schacht geforderten 240.000 DM zu berappen – die Belgier schon. Nach insgesamt 130 Regionalligaeinsätzen mit 64 Toren sowie 17 Spielen in der Bundesligaaufstiegsrunde mit acht weiteren Toren wechselte Hußner zur Saison 1973/74 nach Belgien zum KV Mechelen.

### Mechelen, Genf und VfL Osnabrück, 1973 bis 1978
Bei den Rot-Gelben vom Stadion Achter de Kazerne in Mechelen spielte Hußner zwei Jahre in der ersten Liga in Belgien. 1975/76 schloss sich ein Jahr in der Schweiz beim Servette FC an, wo er unter Trainer Jürgen Sundermann beim Erreichen der Vizemeisterschaft hinter dem FC Zürich in 22 Ligaspielen 12 Tore erzielte. Am 19. April 1976 verlor er das Cup-Finale mit 0:1 gegen den Meister.
Zur Saison 1976/77 zog es ihn wieder nach Deutschland zurück, er unterschrieb einen Vertrag beim VfL Osnabrück in der 2. Fußball-Bundesliga. Trotz eines Angreifers wie Gerd-Volker Schock mit 23 Toren in 35 Spielen und des neuen Mittelfeldspielers Hußner mit neun Treffern in 26 Ligaeinsätzen reichte es für das Team von Trainer Siegfried Melzig nur zu einem neunten Rang. In seinem zweiten Jahr in Osnabrück, 1977/78, stürzte das Team unter Trainer Reinhard Roder gar auf den 16. Rang zurück. Hußner hatte in 37 Einsätzen zehn Tore erzielt und erlebte ab Anfang März die Trainerübernahme von Radoslav Momirski. Nach den zwei sportlich nicht nach Wunsch verlaufenen Runden in Osnabrück nahm er wieder ein Auslandsangebot an und wechselte in die Schweiz.

### Bern und Lugano, 1978 bis 1982
Beim Traditionsclub Young Boys Bern traf er auf den deutschen Ex-Nationalspieler Friedhelm Konietzka als Trainer. Im ersten Jahr, 1978/79, schaffte er mit Bern den Einzug in das Cup-Finale gegen den Meister Servette FC. Im Wiederholungsspiel setzte sich Genf mit 3:2 Toren durch (Hussner schoss im ersten Spiel den entscheidenden Ausgleichstreffer, der ein Wiederholungsspiel notwendig machte. In diesem Wiederholungsspiel erzielte er den Treffer zur zeitweiligen 2:1-Führung der Young Boys). In der Saison 1979/80 nahm er mit Young Boys am Europapokal der Pokalsieger teil. Nach zwei Jahren beim FC Lugano von 1980 bis 1982 in der Nationalliga B, beendete Alfred Hußner seine langjährige Spielerlaufbahn.

## Trainer
Er sammelte erste Trainererfahrungen in der Schweiz bei Oberentfelden und Chur und kehrte Anfang der 1990er nach Schleswig-Holstein zurück. Zunächst coachte er die Jugend seines Heimatvereines Heider SV und den Husumer SV. Anschließend wurde er Cheftrainer beim Heider SV.